# 锡普西 (阿拉巴马州)
锡普西（英文：Sipsey），是美国阿拉巴马州下属的一座城市。面积约为0.48平方英里（约合1.25平方公里）。根据2010年美国人口普查，该市有人口437人，人口密度为908.52/平方英里（约合349.6/平方公里）。